# Port Hueneme
Port Hueneme város az USA Kalifornia államában, Ventura megyében. Lakosainak száma 21 954 fő (2020. április 1.).

## Népesség
A település népességének változása:

| 2010 | 21 723 |
| 2020 | 21 954 |